# 22 de Julio Fútbol Club
El 22 de Julio Fútbol Club, o simplemente 22 de Julio, es un club deportivo ecuatoriano originario de la ciudad de Esmeraldas. Fue fundado el 28 de julio de 2020 con el nombre de Cimarrón Furia Verde y refundado el 12 de septiembre de 2023 con su nombre actual. Actualmente participa en la Serie B de Ecuador. Está afiliado a la Asociación de Fútbol No Amateur de Esmeraldas.

## Historia
Los inicios de la vida institucional del club se dan en 2020 en la ciudad de Esmeraldas durante la pandemia de covid-19 bajo el nombre de Club Deportivo Cimarrón Furia Verde, el proyecto estaba encabezado por Nixon Macías Holguín como presidente y Óscar Tedini como director técnico, buscaban obtener por parte del Ministerio del Deporte el reconocimiento jurídico para participar en el torneo provincial de Segunda Categoría en ese mismo año, sin embargo el requerimiento llegó el 28 de julio y no pudo inscribirse a tiempo; el club contaba con instalaciones para entrenamientos en el complejo Los Mangos de Saysa, ubicado en el sector de Púmpula, parroquia Vuelta Larga.
En mayo de 2021 cuando ya estaba conformado como un club deportivo profesional, una vez registrado por la Federación Ecuatoriana de Fútbol, participaría por primera vez en el torneo de Segunda Categoría de Esmeraldas, en dicho campeonato sumó experiencia al competir con equipos tradicionales de la provincia obteniendo destacadas victorias sobre Esmeraldas Petrolero, Sagrado Corazón y Esmeraldas Fútbol Club. En este primer torneo finalizó en el sexto lugar tras obtener diez puntos en 12 partidos, a merced de tres victorias, un empate y ocho derrotas. Un año después en la edición 2022 del campeonato provincial el club no participó por razones económicas.
En 2023 retomó su participación desde el torneo provincial bajo una nueva administración y una restructuración institucional, tras una notable campaña en la primera fase, donde terminó en el primer lugar del Grupo B con un récord de nueve victorias y una derrota, avanzó de ronda y cayó en cuartos de final ante Atlético Quinindé en la tanda de penales tras empatar 1-1 en el global, finalizado el torneo quedó en el quinto puesto de la tabla general, esto le valió para acceder a los play-offs del Ascenso Nacional por primera vez debido a que los clubes 5 de Agosto y Alianza del Pailón no cumplieron con los requisitos exigidos por la FEF y fueron excluidos del certamen. En la fase nacional comenzó su andar frente a Deportivo Ibarra, le siguió un polémica llave ante Olmedo de Riobamba donde tras la victoria en condición de visitante por 1-0 que significó el avance del equipo esmeraldeño se desataron incidentes y disturbios por parte de hinchas locales, en las siguientes fases derrotó a Dunamis 04 de Carchi, La Unión de Pujilí y en la ronda decisiva por el ascenso a la Primera B perdió en el global por 0-2 ante Leones del Norte de Imbabura. El 12 de septiembre de 2023 el Ministerio del Deporte hizo oficial el cambio de nombre a 22 de Julio Fútbol Club, nombre con el que participaría desde el siguiente año.
Para la temporada 2024 el club consigue su mejor resultado a nivel local, en el torneo provincial volvió a marcar tendencia y en la primera fase dominó el Grupo A con seis triunfos y dos empates, avanzó a la siguiente fase donde derrotó a los dos rivales de turno en las rondas de semifinales y final para coronarse campeón del torneo provincial de Esmeraldas por primera vez en su historia, clasificar a los play-offs de Segunda Categoría y a la Copa Ecuador 2025. En la instancia nacional mejoró su anterior participación avanzando hasta la final de la Segunda Categoría Nacional, primero derrotó a Exapromo Costa de Manabí, luego a San Camilo de Quevedo, en octavos de final a Huancavilca de Santa Elena, en cuartos de final jugó contra Aviced de Cuenca al cual venció por 1-0 en el global tras ganar la revancha en el estadio Alejandro Serrano Aguilar; clasificó a las semifinales, a un paso del ascenso a la segunda división ahí enfrentó a Liga de Portoviejo en una llave muy reñida donde la ida en un repleto Reales Tamarindos consiguió un empate a cero y la vuelta en el Folke Anderson sería otro empate 0-0, esto llevó a definir el ganador de la llave en los lanzamientos desde el punto penal, siendo favorable 5-3 a 22 de Julio logrando así el histórico ascenso a la Serie B por primera vez en la corta historia de la institución. En la final única disputada en el estadio Etho Vega de la ciudad de Santo Domingo derrotó por 2-1 a Atlético Vinotinto de Pichincha y obtuvo su primera estrella nacional.
En 2025 disputará la Segunda División del fútbol ecuatoriano representando a la provincia de Esmeraldas.

## Uniforme
Los colores y diseño del uniforme del club son principalmente el blanco como predominante y el azul marino como secundario.
- Uniforme titular: blanco.

- Uniforme alternativo: azul marino.

## Estadio
El estadio Folke Anderson es un escenario deportivo multiusos, ubicado en la avenida 6 de Diciembre y Quito de la ciudad de Esmeraldas e inaugurado el 5 de agosto de 1956. Es usado mayoritariamente para la práctica del fútbol, con capacidad para 14 000 espectadores. Su nombre se debe al empresario local bananero Sven Folke Anderson, quién patrocinó su construcción.
Además de albergar partidos de la Segunda Categoría, Primera B y algunos partidos de la Primera A del Campeonato Ecuatoriano de Fútbol, el estadio también ha albergado eventos culturales, especialmente conciertos musicales, que también se realizan en el Coliseo Nubia Villacís Díaz y el Recinto Ferial Luis Alberto Raad Estrada de la provincia de Esmeraldas. También es sede de Vargas Torres, equipo que juega en la Serie B de Ecuador.

## Jugadores

### Plantilla 2025
- Actualizado el 16 de marzo de 2025.

## Datos del club
- Temporadas en Serie B: 1 (2025-presente)
- Temporadas en Segunda Categoría: 3 (2021, 2023-2024)

## Palmarés

### Torneos nacionales
| Competición                        | Títulos | Subcampeonatos |
| ---------------------------------- | ------- | -------------- |
| Segunda Categoría de Ecuador (1/0) | 2024    |                |

### Torneos provinciales
| Competición                           | Títulos | Subcampeonatos |
| ------------------------------------- | ------- | -------------- |
| Segunda Categoría de Esmeraldas (1/0) | 2024    |                |